# Oğuzlar, Ortaköy
Oğuzlar là một xã thuộc huyện Ortaköy, tỉnh Aksaray, Thổ Nhĩ Kỳ. Dân số thời điểm năm 2010 là 130 người.